# Janusz Kułaga

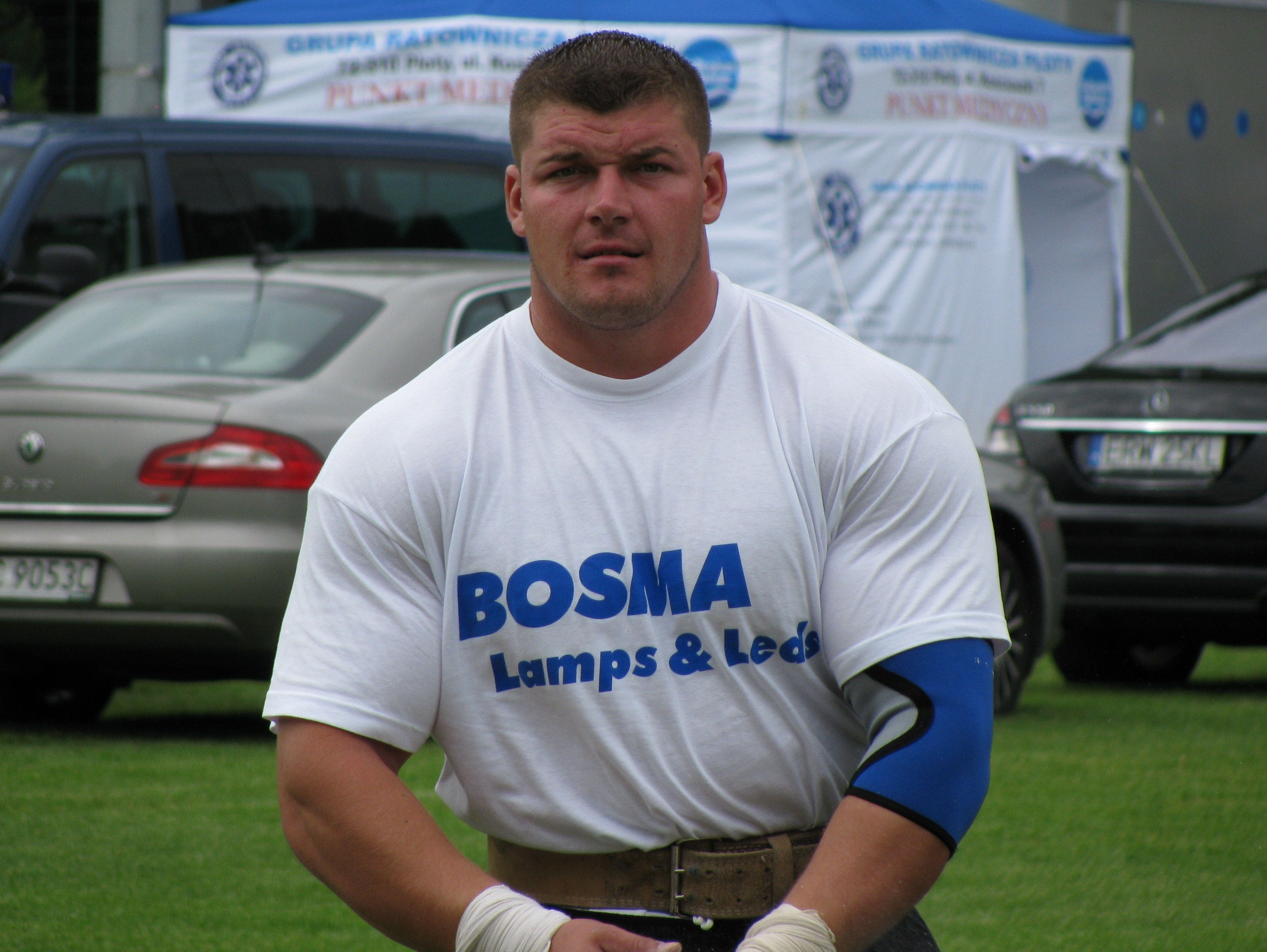
Janusz Kułaga w 2009 r.

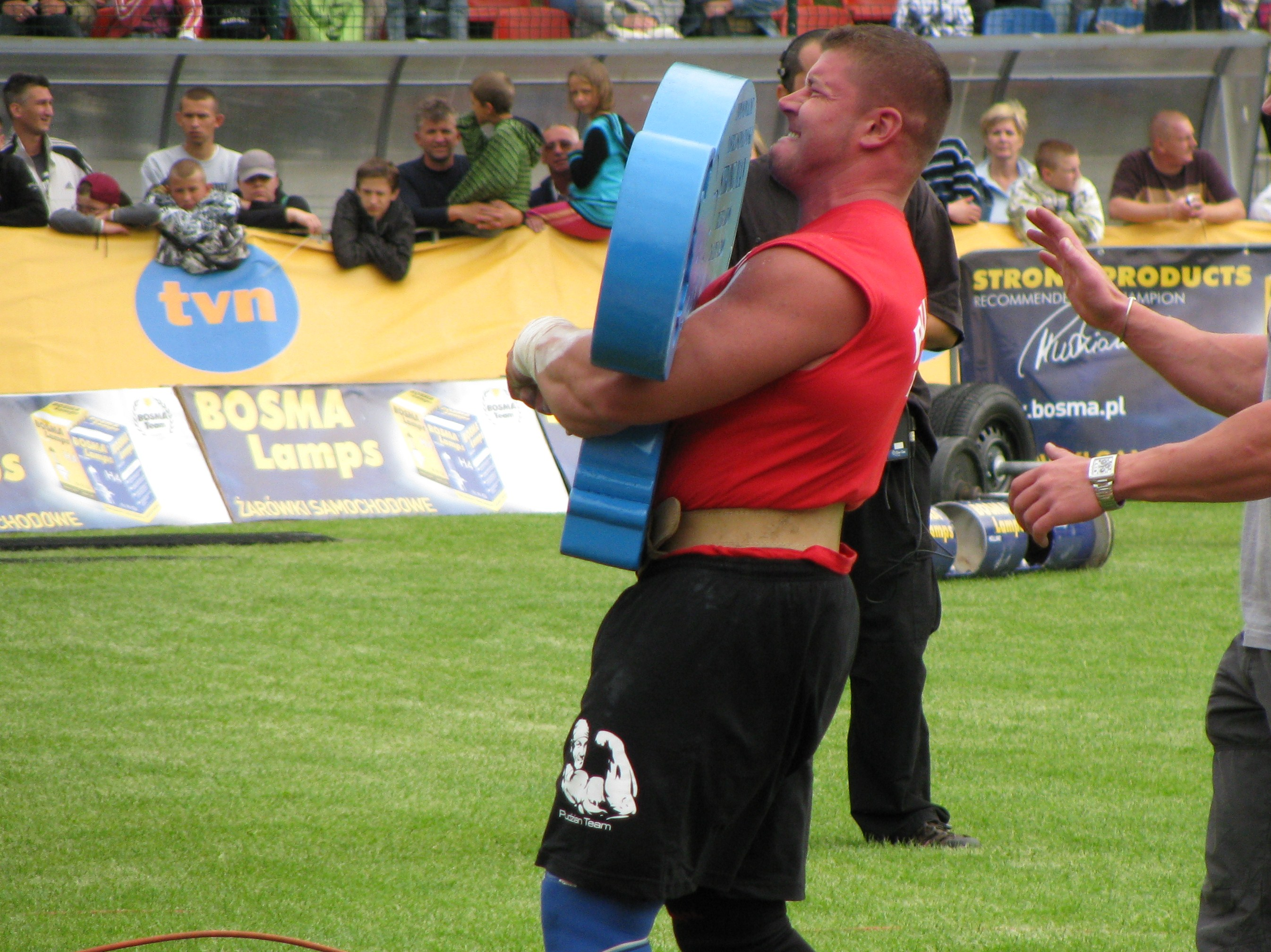
Janusz Kułaga w 2009 r.

Janusz Kułaga (ur. 28 lipca 1983) – polski strongman.
Mistrz Polski Strongman w Parach 2009.

## Życiorys
Janusz Kułaga uczestniczył w Pucharze Polski Strongman 2008. Wziął udział w Mistrzostwach Polski Strongman 2008, rozgrywanych w Częstochowie.
Reprezentował również w 2010 Polskę na Mistrzostwach świata w Południowej Afryce. 14 maja 2011 wygrał zawody z cyklu "Puchar Polski Strongman Harlem 2011" w Olsztynie.
Także zawodnik formuły K-1.
Mieszka w Złotowie.

## Warunki fizyczne
- wzrost: 186 cm[4]
- waga: 143 kg[4]
- biceps: 56 cm
- klatka piersiowa: 141 cm

Rekordy życiowe:
- przysiad: 300 kg[5]
- wyciskanie: 230 kg[5]
- martwy ciąg: 420 kg[5]

## Osiągnięcia strongman
- 2009
  - 6. miejsce – Mistrzostwa Polski Strongman 2009, Trzebiatów
  - 1. miejsce – Mistrzostwa Polski Strongman w Parach 2009, Krotoszyn (z Mariuszem Pudzianowskim)
- 2010
  - 8. miejsce – Mistrzostwa Polski Strongman Harlem 2010, Stargard Szczeciński
- 2011
  - 1 miejsce – Mistrzostwa Polski Harlem 2011 Niestum